# Тениаринхоз
Тениаринхоз (лат. Taeniarhynchosis) — гельминтоз из группы цестодозов, характеризующийся поражением преимущественно верхнего отдела желудочно-кишечного тракта человека.

## Этиология. Эпидемиология
Возбудитель — бычий цепень (лат. Taenia saginata. Старое название Taeniarhynchus saginatus). Гельминт достигает в длину 7—10 м.
Половозрелый бычий цепень паразитирует в верхнем отделе тонкой кишки человека — окончательного хозяина. Промежуточными хозяевами бычьего цепня являются коровы, реже буйволы, зебу, яки, у которых в мышечной ткани развиваются личинки — цистицерки (финны), а также северный олень, у которого цистицерки развиваются в головном мозге. Больной тениаринхозом человек выделяет в окружающую среду зрелые членики гельминта, содержащие яйца (членики начинают выделяться через 2,5—4 мес. после заражения человека). Выделение члеников происходит не только с фекалиями, они могут активно выползать из заднего прохода и ползать по телу больного. Каждый членик содержит десятки тысяч яиц, освобождающихся при его разрушении.
Человек заражается тениаринхозом при употреблении в пищу зараженного мяса: сырого, недостаточно термически обработанного либо слабо соленого или вяленого.

## Патогенез
При попадании финн в пищеварительный тракт человека они под действием желудочного, кишечного соков и желчи выворачивают протосколекс и с помощью присосок прикрепляются к слизистой оболочке тонкой кишки. Здесь начинается процесс стробиляции — рост гельминта, формирования члеников стробилы.
За 3 месяца образуется взрослая ленточная особь и начинается выделение члеников.
Мощные присоски при фиксации сколекса и подвижные членики, раздражая нервно-мышечные рецепторы слизистой оболочки тонкого кишечника, являются факторами выраженного механического воздействия гельминта в месте его паразитирования, а также отрицательного влияния на моторную и секреторную функции желудочно-кишечного тракта в целом. Продвижение члеников через баугиниеву заслонку провоцирует болевой синдром, проявляющийся схваткообразными болями, напоминающими боли при аппендиците.
Массивность поглощающей поверхности стробилы гельминта, потребление пищевых веществ создает их дефицит в рационе инвазированного, что требует его восстановления, проявляясь чувством голода и булимией.
Определенное значение в патогенезе имеет аллерготоксическое действие. Но более всего выражено угнетающее влияние на психику больного постоянное выползание члеников из заднего прохода и их передвижение.
Научные наблюдения об иммуносупрессии при тениаринхозе малочисленны и неубедительны.
Суммарные данные о клинических признаках тениаринхоза показали, что наиболее частым симптомом заболевания, наблюдаемым у 98 % больных, является выделение члеников. При их активном отхождении у инвазированного возникают ощущения ползания, зуда в области ануса. Далее, в убывающей степени, регистрируются жалобы на приступообразные боли в животе, тошноту и позывы к рвоте, слабость, увеличение аппетита, реже его уменьшение, головные боли, головокружение, запоры или поносы. Редко отмечены аллергические симптомы — крапивница, эозинофилия.
Тениаринхоз в некоторых случаях сопровождается анемией нормохромного или гипохромного характера. Иногда больные жалуются на неприятные ощущения в области сердца, сердцебиение, одышку, шум в ушах, мелькание мурашек перед глазами, носовые кровотечения.
Описаны осложнения при инвазии Т. saginatus: динамическая кишечная непроходимость при множественной инвазии, перитонеальные абсцессы, холецистит, аппендицит. Членики гельминта при своем передвижении могут попасть в среднее ухо через евстахиеву трубу, в дыхательные пути при выделении с рвотными массами.
В качестве осложнений при беременности отмечены токсикозы, анемии, преждевременные роды, самопроизвольные аборты.

## Лечение
Лечение тениаринхоза проводят в стационаре фенасалом или эфирным экстрактом из корневища мужского папоротника, семенами тыквы. Прогноз благоприятный.